# 어떤 가족
"어떤 가족"은 한국에서 제작된 김형범 감독의 2015년 드라마 영화이다. 최원영 등이 주연으로 출연하였고 김형범 등이 제작에 참여하였다.

## 출연

### 주연
- 최원영
- 류혜연
- 김윤영
- 강산

### 조연
- 장수미
- 송정우
- 전헌태
- 함혜정
- 조성한
- 인영아
- 이태민
- 김지훈

## 기타
- 프로듀서: 공지영
- 제작실장: 박민주
- 제작부장: 송해범
- 제작지원: 윤주호
- 제작지원: 김석태
- 제작지원: 박현우
- 제작지원: 민선욱
- 제작지원: 은지용
- 제작지원: 이한준
- 제작회계: 서희연
- 제작투자: 김용택
- 제작투자: 정양임
- 로케이션매니져: 송홍현
- 조명: 황확성
- 그립: 이호준
- 조연출: 김상호
- 연출부: 김보라
- 연출부: 전동현
- 연출부: 김소연
- 스크립터: 서유리
- 동시녹음: 최익건
- 붐오퍼레이터: 정상수
- 사운드슈퍼바이저: 이원덕
- 음악지원: 윤정후
- 음악지원: 박영규
- 음악지원: 박성우
- 음악지원: 양지훈
- 미술: 김승경
- 미술팀: 김혜민
- 미술팀: 김유예
- 미술팀: 유정아
- 소품팀: 이창민
- CG: 백동진
- CG: 최지현
- CG: 이현영
- 타이틀디자인: 조아라
- 타이틀디자인: 고부민
- 분장: 김화진
- 분장팀: 김소예
- 분장팀: 정세정
- 의상: 정혜정
- 현장편집: 이보영
- 로고디자인: 시원
- 촬영장비: 윤정순
- 스토리보드: 류현
- 촬영팀: 배영수
- 촬영팀: 김우승
- 촬영팀: 박인숙
- 촬영팀: 조만식
- 스틸메이킹: 감진규
- 조명팀: 김태훈
- 조명팀: 조일수
- 조명팀: 이제우
- 조명팀: 전영석
- 발전차: 박경민
- 라인오퍼레이터: 이혜림
- 라인오퍼레이터: 김율수
- 소품팀장: 원연주
- 의상팀: 원솔희
- 의상팀: 현윤희
- 음향부문: 정희구
- 음향부문: 이지은
- 음향부문: 김나리
- 음향부문: 박혜진
- 음향부문: 안기성
- 음향부문: 최익건
- 음향부문: 김율수
- 디지털처리부문: 이상우
- 디지털처리부문: 배윤규
- 디지털색보정: 권윤경
- 디지털처리부문: 조혜진
- 디지털처리부문: 이민희
- 마케팅부문: 윤윤상
- 마케팅부문: 윤미정
- 마케팅부문: 신윤경
- 후반 제작진행: 정윤선
- 보조출연: 김종한
- 번역: 최원준
- 번역: 박상희
- 번역: 안미향
- 번역: 오소연
- 보험: 안용진
- 로케이션지원: 이보영
- 로케이션지원: 이현수
- 로케이션지원: 윤미현
- 렉카: 우금호